# Španělská Legie

Znak Španělské Legie

Španělská Legie (španělsky Legión Española, nebo zkráceně La Legión), dříve Španělská cizinecká legie, je elitní jednotka španělské armády. Legie byla původně založena jako cizinecká jednotka (Tercio de Extranjeros) jako španělský ekvivalent Francouzské cizinecké legie, ale na rozdíl od ní se její příslušníci rekrutovali téměř výhradně z Hispánců.

## Historie
Španělská cizinecká legie vzniklá roku 1920 nicméně historicky nebyla první jednotkou svého druhu vzniklou ve Španělsku. 28. června roku 1835 se francouzská vláda rozhodla podpořit španělskou královnu Isabellu v boji o trůn a vyslala 4000 příslušníků francouzské cizinecké legie do Španělska. Legionáři se 17. srpna vylodili v Tarragoně, aby se přidali na stranu královny Isabelly. Tento útvar byl první Španělskou cizineckou legií až do roku 1838, kdy útvaru zbylo jen 500 mužů. Během této občanské války na Isabellině straně bojovala i dobrovolnická Britská legie.
Španělská cizinecká legie byla vytvořena královským dekretem španělského krále Alfonsa XIII. dne 28. ledna 1920. Ještě téhož roku Legie měla pět praporů složených převážně z rodilých Španělů, a cizinců, kteří přišli většinou z Kuby, která nedlouho před tím získala nezávislost na Španělsku, ale byla také vytvořena jednotka z Japonců a Číňanů. Španělská legie byla vybudována po vzoru Francouzské cizinecké legie jako útvar profesionálních vojáků, který bude schopen nahradit armádu složenou z branců ve vojenských operacích ve španělských koloniích. Její první velké nasazení přišlo roku 1920, kdy ve španělském protektorátu Španělské Maroko vypuklo velké povstání vedené Abdem el-Krimem.
2. září roku 1920 král Alfons XIII. rozkázal vytvořit nový pluk ke Španělské Legii pod velením podplukovníka pěchoty Josého Millána Astraye. Astray byl schopný voják, ale osobitý a poněkud výstřední. Jeho postoje se staly součástí mystiky celé Legie. 20. září se k novému pluku přidal první rekrut a toto datum je každoročně slaveno. Prvotní seskupení pluku byly tři prapory plus velitelský štáb. Každý prapor se skládal ze dvou střeleckých rot, velitelské roty a kulometné roty. Legie sídlila v Cuartel del Rey en Ceuta na Plaza de Colón.

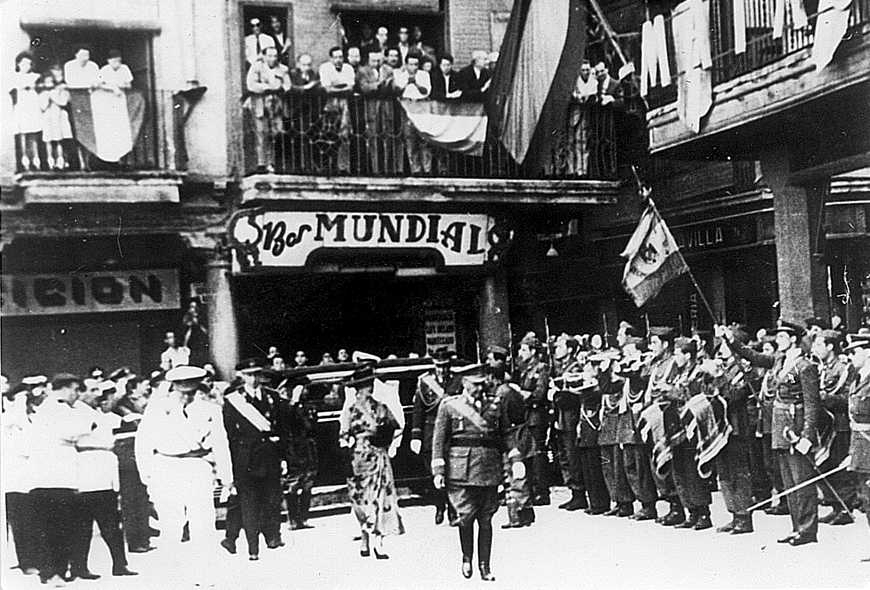
Generál Franco, jeden z velitelů Španělské Legie za španělské občanské války

Během španělské občanské války se Legie rozrostla na 18 praporů pěchoty plus jeden tankový prapor, jeden technický prapor a skupinu pro zvláštní operace. Dvanáctý až osmnáctý prapor byly útvary s vlastním nezávislým velením.
Francisco Franco byl jedním ze zakládajících členů Španělské Legie a byl jejím „druhým mužem“. Legie bojovala v letech 1921–1926 v Maroku proti tzv. Rifské republice, kterou vyhlásili tamní příslušníci rifských kmenů proti španělské nadvládě. Společně s Regulares – marockými koloniálními jednotkami – Legie vytvořila španělskou Africkou armádu. Roku 1934 byly jednotky Regulares a Španělské Legie převeleny do Španělska novou republikánskou vládou, aby potlačily dělnické povstání v Asturii. Pod velením podplukovníka Juana Yagüe hrála Legie důležitou úlohu v španělské občanské válce na straně Francových povstalců. Profesionální vojáci Španělské Legie a Regulares dala národně konzervativním silám důležitou počáteční převahu nad méně vycvičenými republikánskými vojsky. Africká armáda zůstala elitní špičkou povstaleckých armád během občanské války. Po vítězství povstalců v občanské válce roku 1939 byly Španělské Legii sníženy stavy a byla odvolána zpět na své základny ve Španělském Maroku. Když roku 1956 získalo Maroko samostatnost, Španělská Legie pokračovala v existenci jako součást posádky chránící zbývající španělské enklávy a teritoria na africkém pobřeží. V letech 1957–1958 po boku francouzských jednotek bojovali legionáři proti Arabům v Západní Sahaře.

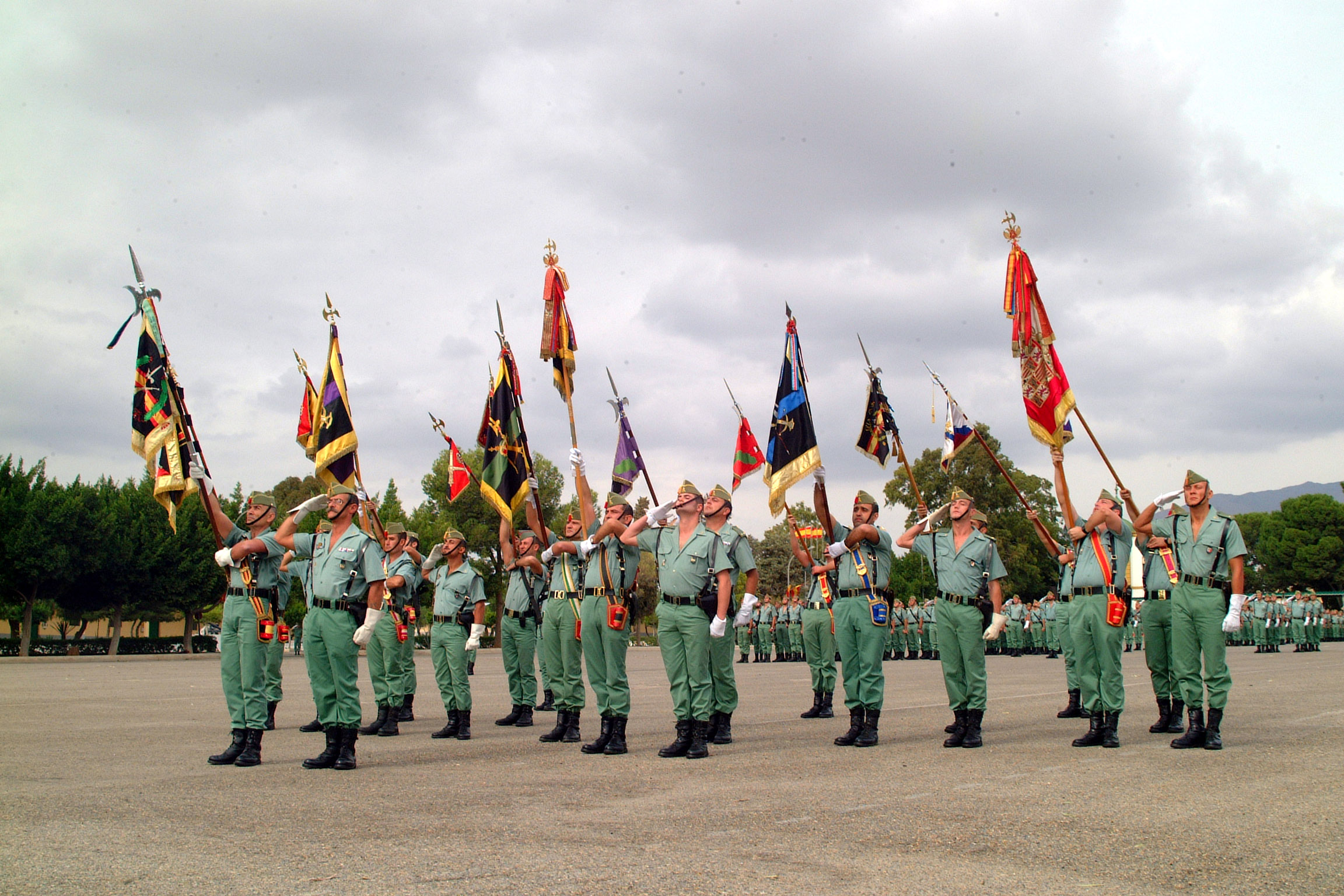
Prapory Španělské Legie

17. června 1970 španělští legionáři zahájili ostrou palbu do demonstrantů za nezávislost ve čtvrti Zemla ve městě Al-´Ajún v Západní Sahaře a jedenáct jich zabili. Tato akce se nazývá „Zemelská intifáda“ a měla zásadní vliv na obyvatelstvo Západní Sahary aby se připojilo k ozbrojenému odporu antikoloniálního hnutí, které pokračuje dodnes, dlouho poté, co Španělsko vyklidilo své pozice v západní Africe, neboť po Španělech Západní Saharu anektovalo Maroko.

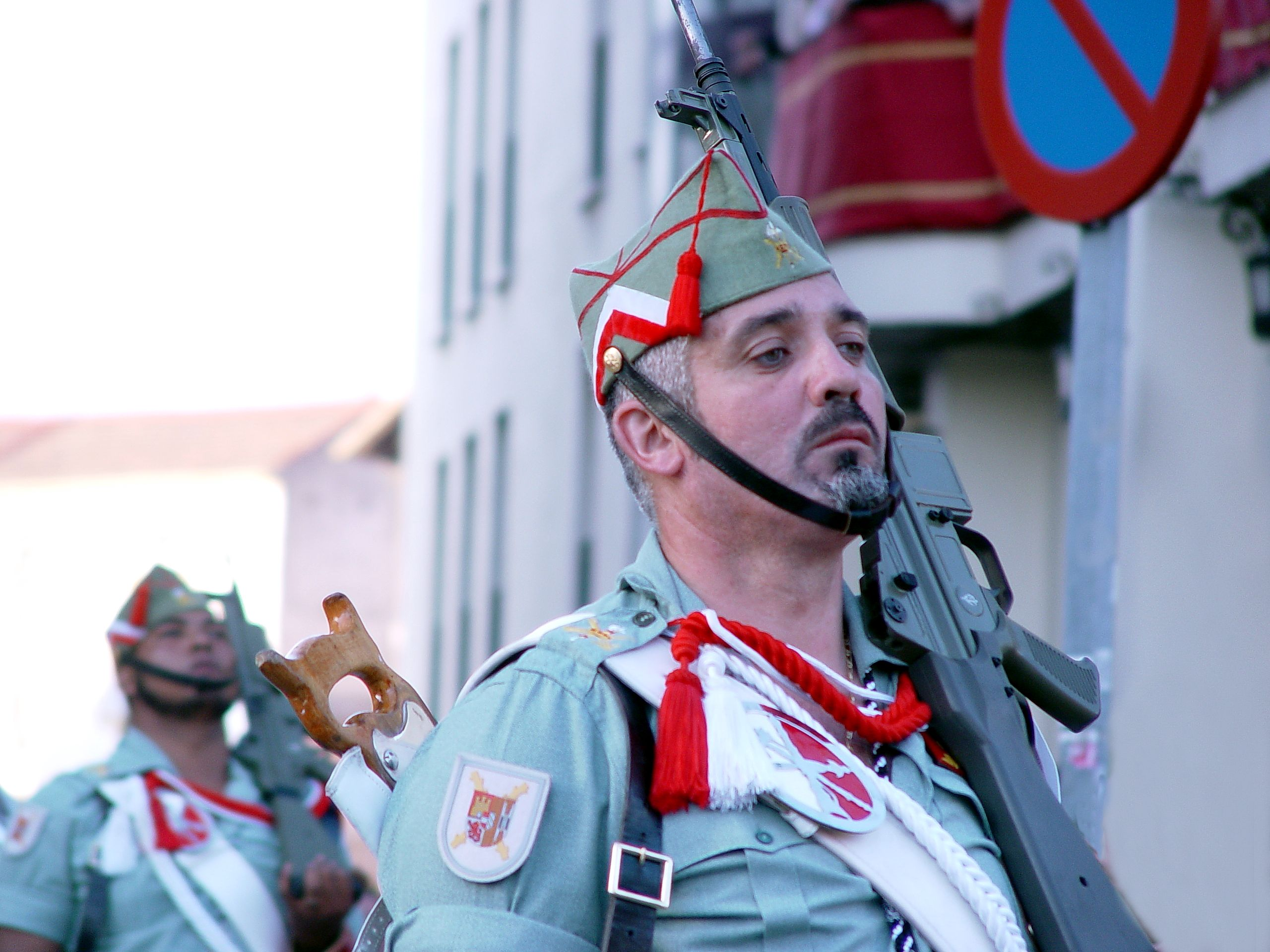
Legionáři na přehlídce

Díky povaze Španělské legie jako cizinecké jednotky působící v zahraničí, pocházeli v koloniálních dobách naprostou většinou legionáři z řad národů z kolonií (např. Španělské Guiney). Další cizinci tvořili kolem 25 procent vojáků. Ve 20. letech, v době povstání v Maroku v Africe bojovali převážně španělsky mluvící cizinci z Latinské Ameriky. V roce 1987 útvar přestal přijímat do svých řad cizince a změnil název ze Španělské cizinecké legie na Španělská legie. Po roce 2000 španělská armáda opustila brannou povinnost pro Španěly a začala do svých řad znovu přijímat cizince, ale jen z některých národů. Do Španělské Legie se dnes přijímají muži i ženy, pokud jsou rodilí mluvčí španělštiny, nejčastěji tak ze zemí střední a Jižní Ameriky. Po cizincích je požadováno platné povolení k pobytu na španělském území a také vyhlídky povýšení pro cizince jsou ve Španělské Legii omezené.

## Současnost

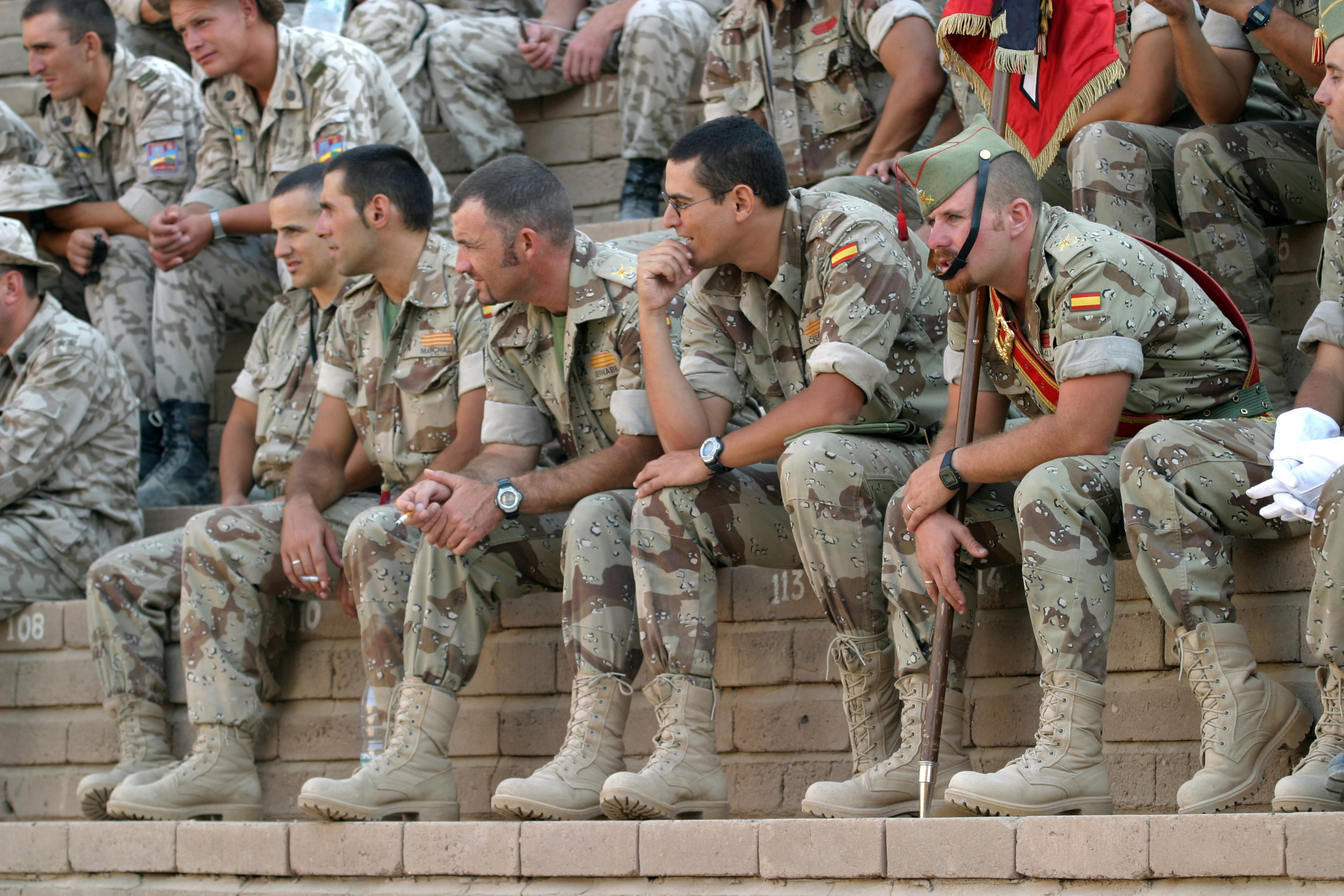
Španělští legionáři v Iráku

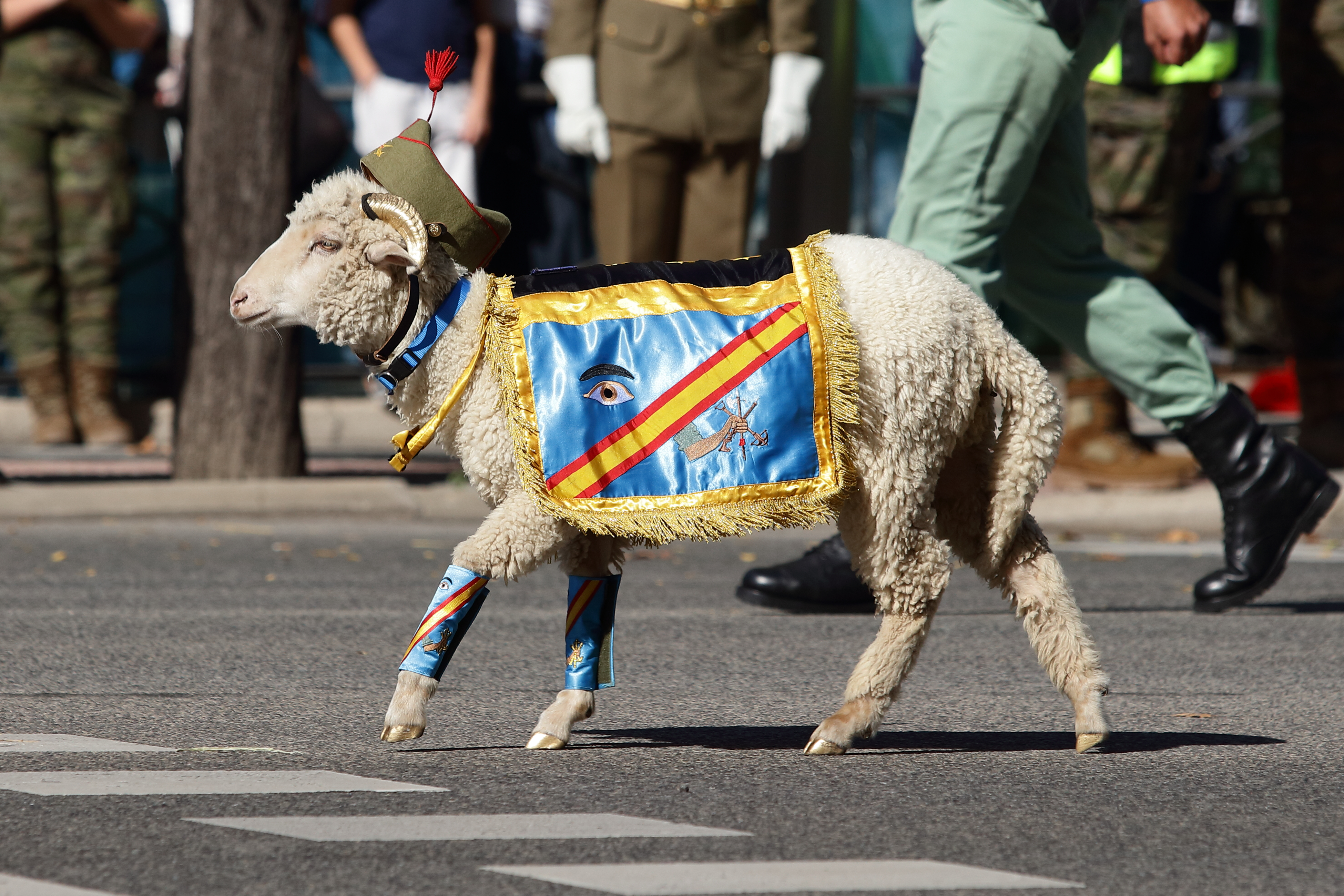
Beran s pozlacenými rohy, maskot legionářů

V současnosti je Španělská Legie čítá na 5000 mužů ve dvou plucích pod přímou kontrolou španělského generálního štábu. Legie je nasazována převážně v mírových misích NATO. Legionáři se účastnili mise v Bosně a Hercegovině jako součást SFOR a jednotky Španělské Legie byly též rozmístěny v Iráku v oblasti Nadžáfu společně se salvadorskými jednotkami, dokud španělská vláda premiéra Josého Luise Rodrígueze Zapatera z Iráku španělskou armádu nestáhla. Roku 2005 byla Legie umístěna v Afghánistánu jako součást ISAF (International Security Assistance Force) pod velením NATO. V roce 2006 byl 10. prapor odvelen do jižního Libanonu jako součást mírových sil OSN (United Nations Interim Force in Lebanon).
Španělská Legie je v současnosti rozmístěna v španělských afrických enklávách, jmenovitě Ceutě, Melille, ale také v Rondě a Almeríi v Andalusii.